# 柚木慈生温泉
柚木慈生温泉（ゆのきじしょうおんせん）は、山口県山口市徳地柚木にある温泉。

## 泉質
炭酸水素塩泉。成分が濃いため、加水して入浴に利用している。その成分の濃さと源泉の使用について、温泉評論家の郡司勇は、「山中の小さな一軒宿で、驚異的な炭酸量と温泉の使い方の見事さに感動した湯である」と高い評価を与えている。
また、日本温泉遺産を守る会により、源泉掛け流し風呂が温泉遺産に認定されている。小林裕彦により、五大湯治温泉の一つに数えられている。

## 周辺環境
国道315線沿いにあり、佐波川上流ののどかな山間部に位置する。療養目的とした宿泊所があり、日帰り入浴もできる。

## アクセス
- 中国自動車道徳地ICから車で30分
- JR山陽本線防府駅からバスで90分（河内方面行き防長バス、堀乗換え）